# Franz Sebastian Dominicus von Leykam
Freiherr Franz Sebastian Dominicus von Leykam (* 1754 Paderborn; † 1821 Schloss Elsum) war ein hoher Beamter und Gesandter zunächst für Kurköln, später für das Großherzogtum Hessen.

## Familie

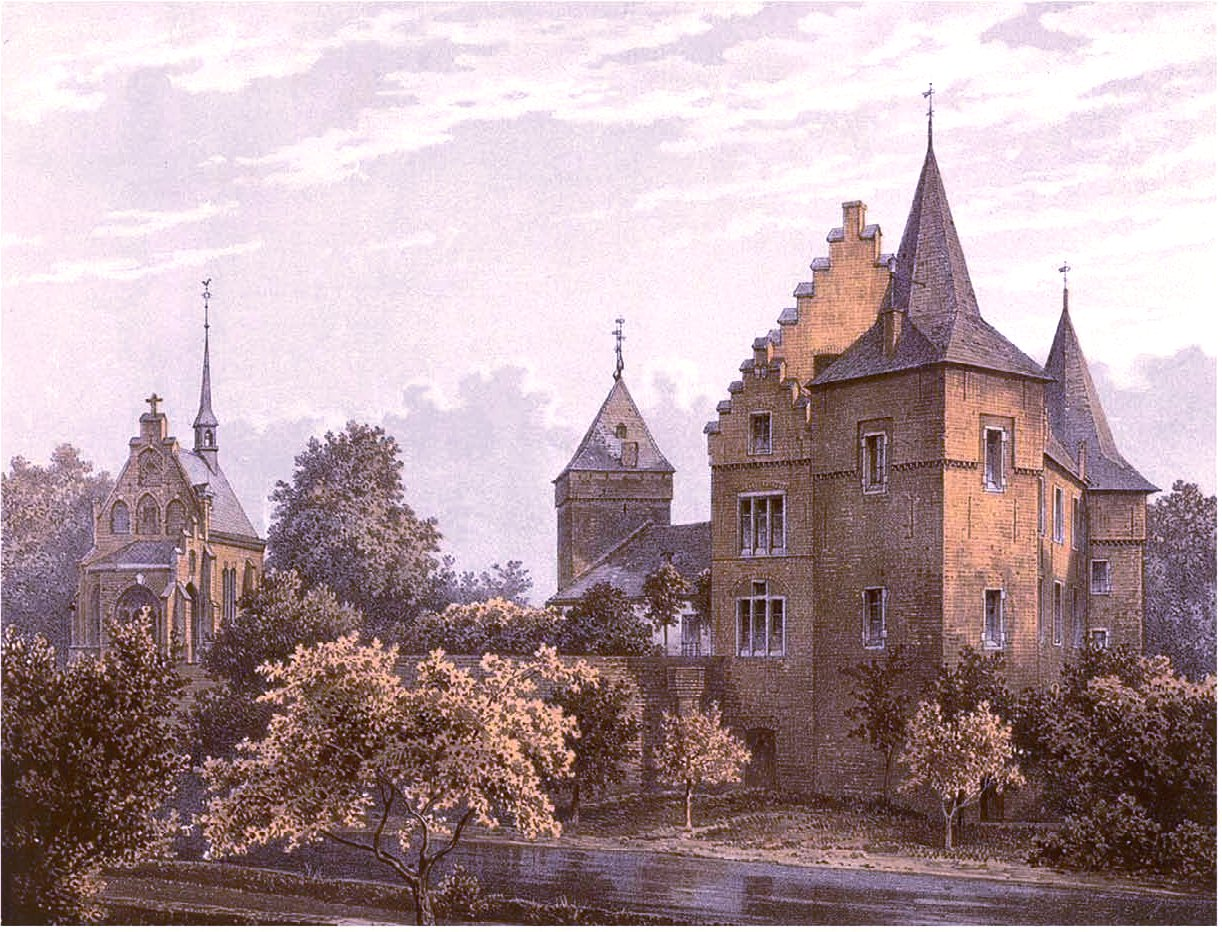
Schloss Elsum

Sein Vater war Freiherr Franz Georg von Leykam (1724–1793), Hofrat in Kurköln und im Hochstift Paderborn, kaiserlicher Geheimer Rat und Kommissar am Reichstag in Regensburg, seine Mutter Maria Theresia Felizitas von Warnesius aus Paderborn (1732–1815), Tochter von Peter Ignaz von Warnesius, fürstlich Paderborner Geheimer Rat und Kanzler, und von Charlotte Christine Helene Graes aus Neuhaus bei Paderborn. Die Familie war römisch-katholisch.
Franz Sebastian Dominicus von Leykam heiratete Maria Sibylle Theresia zum Pütz aus Köln (1754–1784), Tochter des Everhard Joseph Melchior zum Pütz, Herr auf Schloss Elsum, Bürgermeister und Ratsherr in Köln. Von seinem Schwiegervater erbte er Schloss und Titel eines Herrn auf Elsum bei Birgelen und Weiler.

## Karriere
Franz Sebastian Dominicus von Leykam war von 1781 bis 1786 kurkölnischer Gesandter in Mainz, dann von 1786 bis 1794 in Den Haag und ab Mai 1797 am Reichstag in Regensburg, zugleich auch Komitialgesandter mehrerer kleinerer Reichsstände. 1812 bis 1815 war er außerordentlicher Gesandter des Großherzogs von Hessen beim König von Preußen in Berlin.
Als das Großherzogtum Hessen durch den Wiener Kongress für den Verlust des ehemals kurkölnischen Herzogtums Westfalen mit Teilen des ehemaligen Département du Mont-Tonnerre, die es als Provinz Rheinhessen konstituierte, entschädigt wurde, übernahm Franz Sebastian Dominicus von Leykam als Präsident der Generalkommission 1816 für knapp sechs Monate die Regierung des Gebietes.
Franz Sebastian Dominicus von Leykam war weiter von 1770 bis 1803 Inhaber des Reichspostregals für das Hochstift Paderborn.

## Ehrungen
Franz Sebastian Dominicus von Leykam wurde der Titel eines Geheimen Rats verliehen. 1813 wurde er großherzoglich-hessischer Kammerherr.

## Weblink
- Leykam, Franz Sebastian Dominicus Freiherr von. In: LAGIS: Hessische Biografie; Stand: 15. April 2021.